# Jodia derufata
Jodia derufata là một loài bướm đêm trong họ Noctuidae.